# Борец зеравшанский
Боре́ц зеравшанский (лат. Aconitum seravschanicum) — многолетнее травянистое растение, вид рода Борец (Aconitum) семейства Лютиковые (Ranunculaceae).

## Распространение и экология
Ареал вида охватывает Памиро-Алай. Эндемик. Описан из Средней Азии (сев. склон Туркестанского хребта).
Произрастает на каменистых альпийских лугах в высокогорной области, в можжевельниковых рощах (2710—3070 м).

## Ботаническое описание
Клубни в числе 4—12, веретеновидные, длиной 4—8 см, толщиной 2—5 мм. Стебель высотой 20—100 см, прямой, круглый, внизу голый, в верхней части и в соцветии покрыт пушком из мелких мягких курчавых волосков.
Прикорневые листья в количестве 3—12, на голых черешках длиной 9—32 см, пластинка округлая, длиной 4—9 см, шириной 8—15 см снизу и сверху голая, с ясно выступающими жилками на нижней стороне, 5—7-раздельная на широкие ромбические доли, каждая, в свою очередь, надрезана на 3—5 лопастей или доли второго порядка, заканчивающиеся тупыми или округлыми зубцами с железкой. Стеблевые листья в числе 1—2, меньших размеров, глубже надрезаны на более узкие доли.
Соцветие — рыхлая верхушечная кисть длиной 28—40 см, в нижней части иногда ветвистая. Цветки длиной 1,8—2,5 см, шириной 1,5—2 см, бледно-фиолетовые, с отчетливо выступающим тёмным жилкованием. Цветоножки длиной 0,5—2 см с 2 нитевидными прицветниками у основания или ближе к основанию цветоножки. Шлем ладьевидный, длиной 1,5—2,5 см, шириной 0,5—1 см, с желтоватым краем; боковые доли околоцветника длиной 1,5—2 см, шириной 1—2 см, по краю волнистые, желтоватые; нижние доли длиной до 1 см и шириной 0.5 см.
Листовки в числе пяти, покрыты курчавыми или прямыми белыми волосками, или опушенные только по спинке, реже голые.

## Таксономия
Вид Борец зеравшанский входит в род Борец (Aconitum) трибы Живокостные (Delphinieae) подсемейства Лютиковые (Ranunculoideae) семейства Лютиковые (Ranunculaceae) порядка Лютикоцветные (Ranunculales).
|  |                       |  |                                               |                                               |                                         |  | ещё четыре подсемейства (согласно Системе APG II) | ещё четыре подсемейства (согласно Системе APG II) |                                           |  |  |  | ещё 2 рода              | ещё 2 рода             |  |  |
|  |                       |  |                                               |                                               |                                         |  | ещё четыре подсемейства (согласно Системе APG II) | ещё четыре подсемейства (согласно Системе APG II) |                                           |  |  |  | ещё 2 рода              | ещё 2 рода             |  |  |
|  |                       |  |                                               | семейство Лютиковые                           |                                         |  |                                                   |                                                   | триба Живокостные                         |  |  |  |                         | вид Борец зеравшанский |  |  |
|  |                       |  |                                               | семейство Лютиковые                           |                                         |  |                                                   |                                                   | триба Живокостные                         |  |  |  |                         | вид Борец зеравшанский |  |  |
|  | порядок Лютикоцветные |  |                                               |                                               | подсемейство Лютиковые (Ranunculoideae) |  |                                                   |                                                   | род Борец, или Аконит                     |  |  |  |                         |                        |  |  |
|  | порядок Лютикоцветные |  |                                               |                                               |                                         |  |                                                   |                                                   |                                           |  |  |  |                         |                        |  |  |
|  |                       |  | ещё десять семейств (согласно Системе APG II) | ещё десять семейств (согласно Системе APG II) |                                         |  |                                                   | ещё восемь триб (согласно Системе APG II)         | ещё восемь триб (согласно Системе APG II) |  |  |  | ещё от 250 до 300 видов |                        |  |  |
|  |                       |  |                                               | ещё десять семейств (согласно Системе APG II) |                                         |  |                                                   |                                                   | ещё восемь триб (согласно Системе APG II) |  |  |  |                         |                        |  |  |